# 安·舒尔金
安·舒尔金（娘家姓：Gotlieb，1931年3月22日—2022年7月9日）是一位美国化学家和作家，亚历山大·舒尔金的妻子，两人共同撰写了《PiHKAL：化学的爱情故事》（PIHKAL: A Chemical Love Story）和《TIHKAL：延续》（TIHKAL: The Continuation）。